# 소피아 와일리
소피아 와일리(Sofia Wylie, 2004년 1월 7일 ~ )는 미국의 배우, 댄서이다.

## 참여 작품
- 유 캔 댄스
- 아메리카 갓 탤런트
- 앤디 맥
- 디즈니 채널의 텔레비전 프로그램 목록
- 스파이더맨 (2017년 애니메이션)